# 牙部
牙部（がぶ）は、漢字を部首により分類したグループの一つ。
康熙字典214部首では92番目に置かれる（4画の32番目、巳集の8番目）。

## 概要
「牙」の字は臼歯を意味し、歯の総称としても用いられる。上下の歯が噛み合わさった様子に象る。
元来の古代中国語からの用法では、「歯」字と使い分ける場合、「歯」が前歯（門歯）、「牙」が奥歯（臼歯）であるが、現代日本の用法では「歯」字を歯の総称とし、「牙」字を犬歯や動物の牙のような尖った形状としている。
また字音でも中古音の子音において「歯」は歯音、「牙」は牙音であった。
偏旁としては、日常の範囲内の漢字では専ら声符として使われる。部首として歯に関する字を造るのは主に「歯」の方である。
このため牙を構成要素として持つ漢字は偏や冠に従って他の部に収録されており、牙部は他の部に分類しきれなかったものを収めている。
牙部に所属する漢字は、康煕字典基準で日常範囲内では「牙」自身のみである。それ以外の漢字の例としては、JIS漢字の「牚」や、Unicodeの拡張A領域の「㸧」（「齦」の異体字）、拡張B領域の「𤘐」（「齲」の異体字）などという風に、「牙」を意符とする漢字なども一定数あるものの日常ではまず用いられない。ただ、現代中国の部首分類法の一つである「GB13000.1字符集漢字部首帰部規範」では、意符・音符の区別なくただ字形による一定の規則で部首を決定できるようになっており、左・上・外が部首であれば無条件でそれを取るようになっているため、それによれば「邪」・「雅」・「鴉/鸦」が牙部に属することになる。

## 字体のデザイン差
なお日本の新字体では「牙」を構成要素に持つ字は「牙」の部分を5画としている。

## 部首の通称
- 日本語：きば
- 朝鮮語：어금니아부（eogeumni a bu、臼歯の牙部）
- 英語：Radical fang

## 部首字
牙
- 中古音
  - 広韻 - 五加切、麻韻
  - 詩韻 - 麻韻、平声
  - 三十六字母 - 牙母
- 現代音
  - 普通話 - 拼音: yá注音: ㄧㄚˊ ウェード式：ya2
  - 広東語 - 粤拼: ngaa4 イェール式: nga4
- 日本語 - 音：ガ（漢音）・ゲ（呉音） 訓：きば（日本語的な用法）
- 朝鮮語 - 音：아(a) 訓：어금니（eogeumni、奥歯）

金文
大篆

## 例字
牙（牙）、㸦
- 6画:㸧、8画:牚、14画:𤘓